# Herbert Terpitz

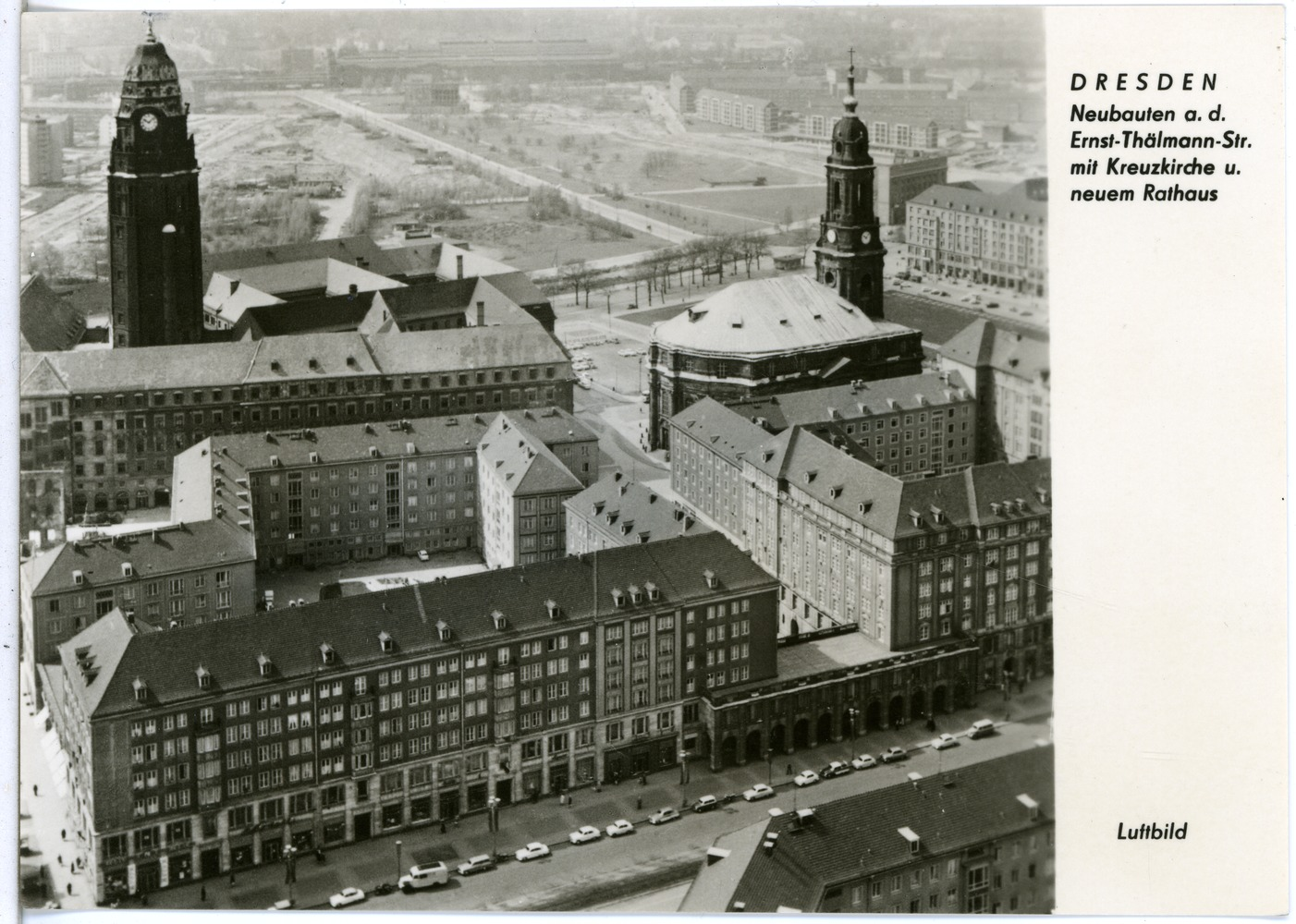
Dresden 1963. Luftbild, Ernst-Thälmann-Straße im Vordergrund, Kreuzkirche mit Altmarkt und Neues Rathaus mit Rathausturm im Hintergrund. Postkarte des Brück & Sohn Kunstverlags.

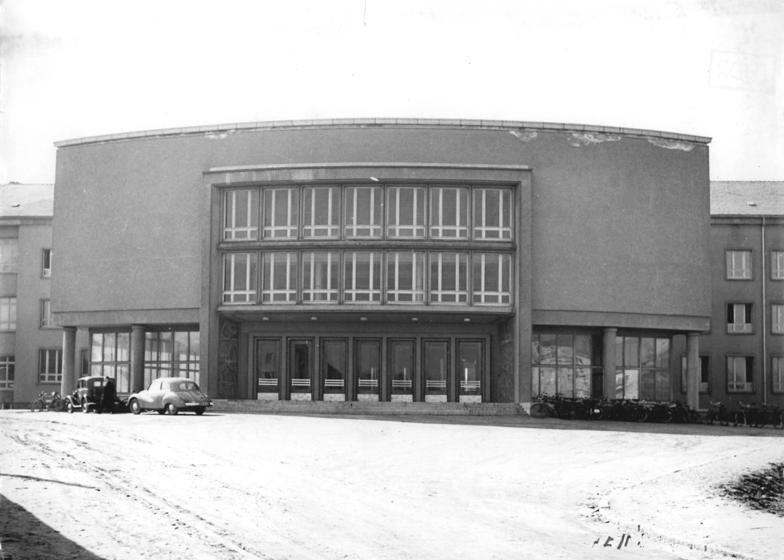
Freiberg. Chemisches Institut für Anorganische Chemie der Bergakademie. Erbaut 1951–1954.

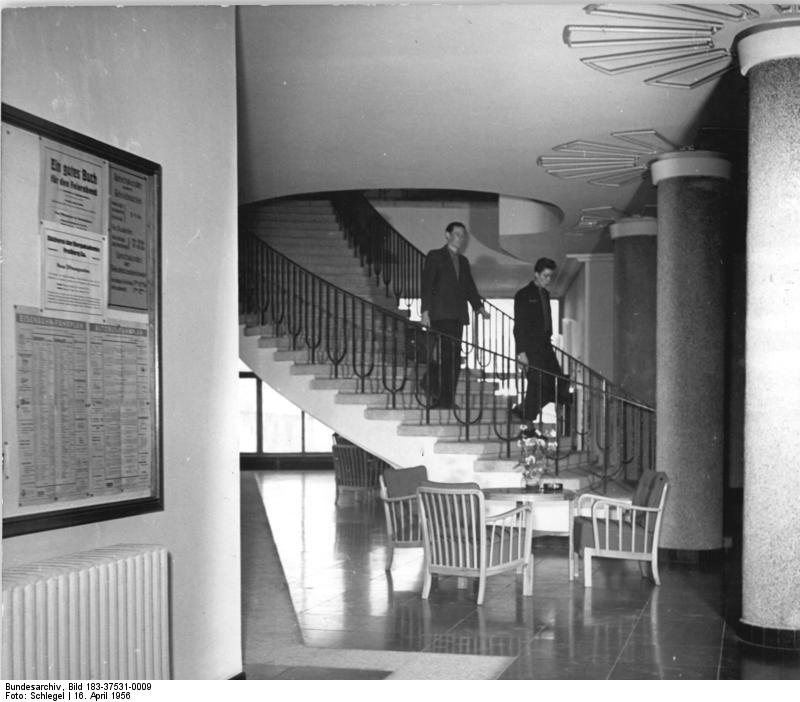
Freiberg. Chemisches Institut für Anorganische Chemie der Bergakademie. Vestibül. Erbaut 1951–1954.

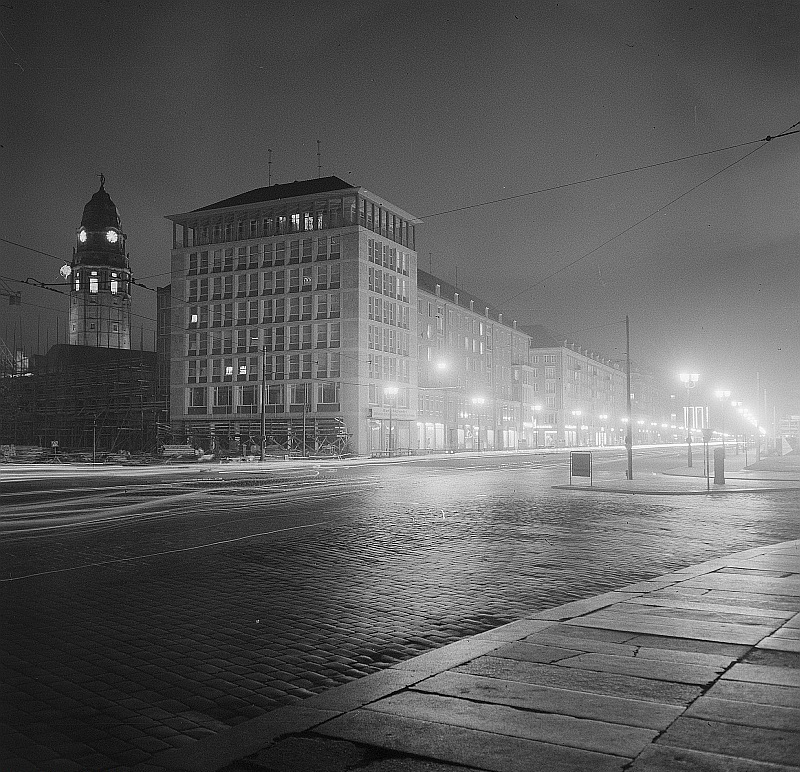
Dresden um 1960. Südliche Bebauung der Ernst-Thälmann-Straße kurz nach Fertigstellung des Bürohochhauses am Pirnaischen Platz.

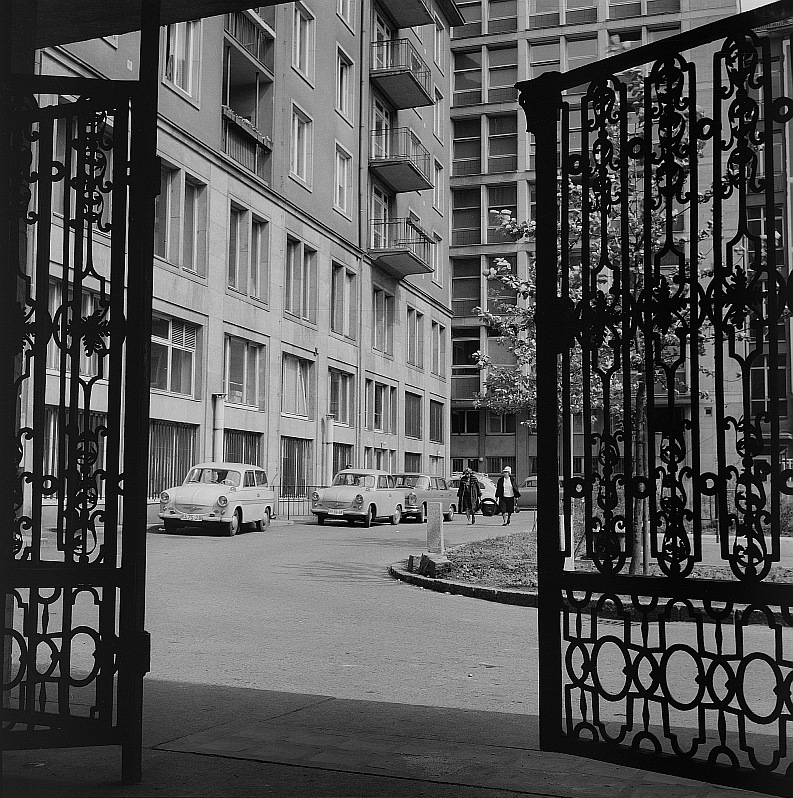
Dresden. Innenhof im Block B-Süd der Ernst-Thälmann-Straße. Erbaut 1957–1958.

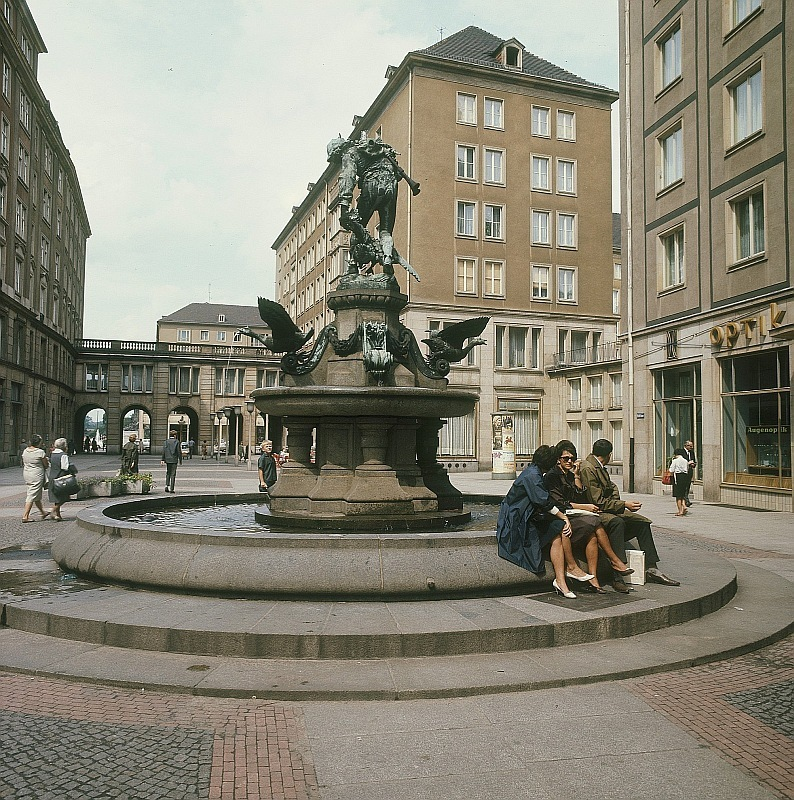
Dresden. Gänsediebbrunnen in der Weißen Gasse. Im Hintergrund die Neubauten Weiße Gasse 1–8. Erbaut 1956–1958.

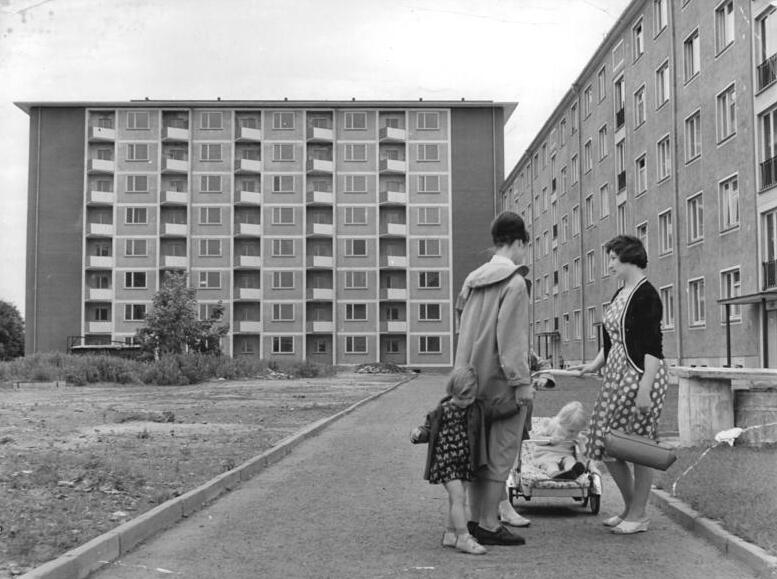
Dresden-Johannstadt. 25. Juli 1960. Wohnhochhaus und Wohnzeile an der Striesener Straße. Beide erstellt basierend auf Typenentwürfen für das Wohnungs-Sonderbauprogramm in Dresden-Johannstadt.

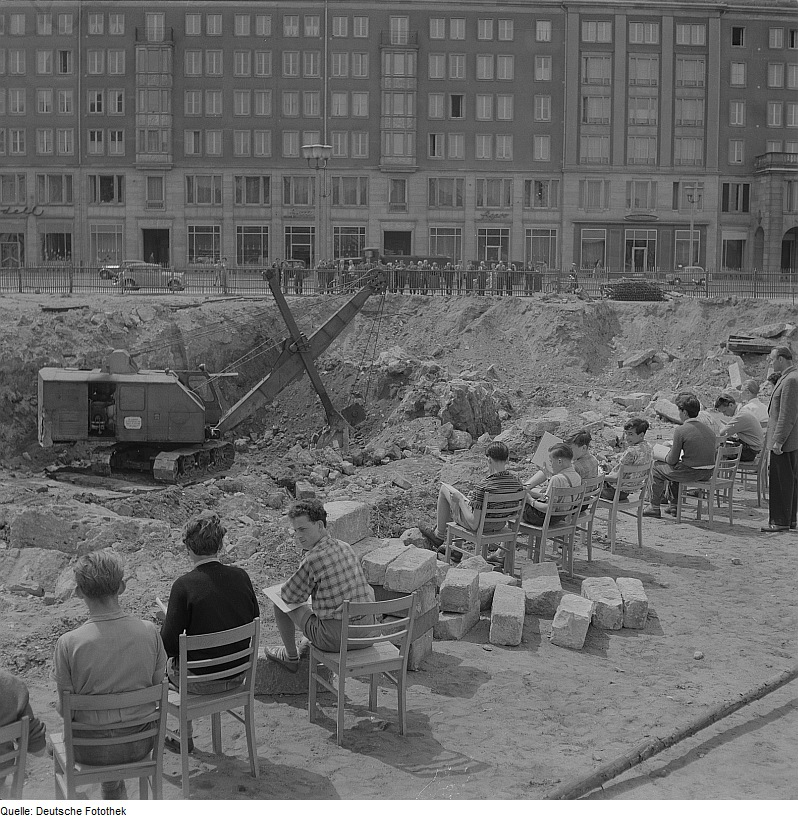
Dresden 1961. Schüler zeichnen am Rande der Baugrube für die nordöstliche Neubebauung der Ernst-Thälmann-Straße. Jenseits der Straße die Bebauung Ernst-Thälmann-Straße 3–7. Erbaut 1958–1961.

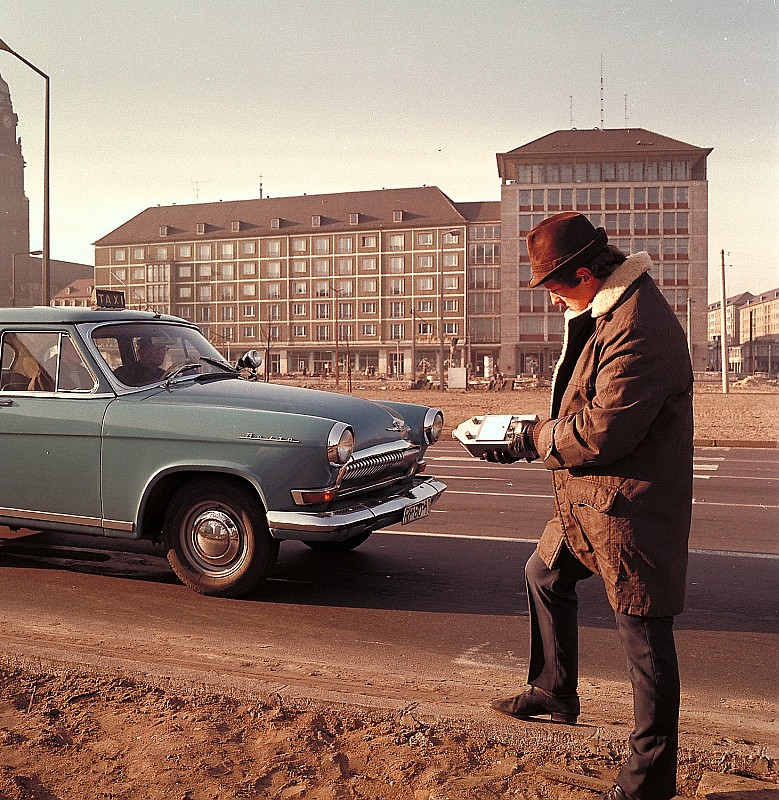
Dresden 1972. Verkehrslärmmessung am Pirnaischen Platz. Im Hintergrund das Bürohochhaus Ernst-Thälmann-Straße 3 und die Neubauten Ringstraße 3–11.

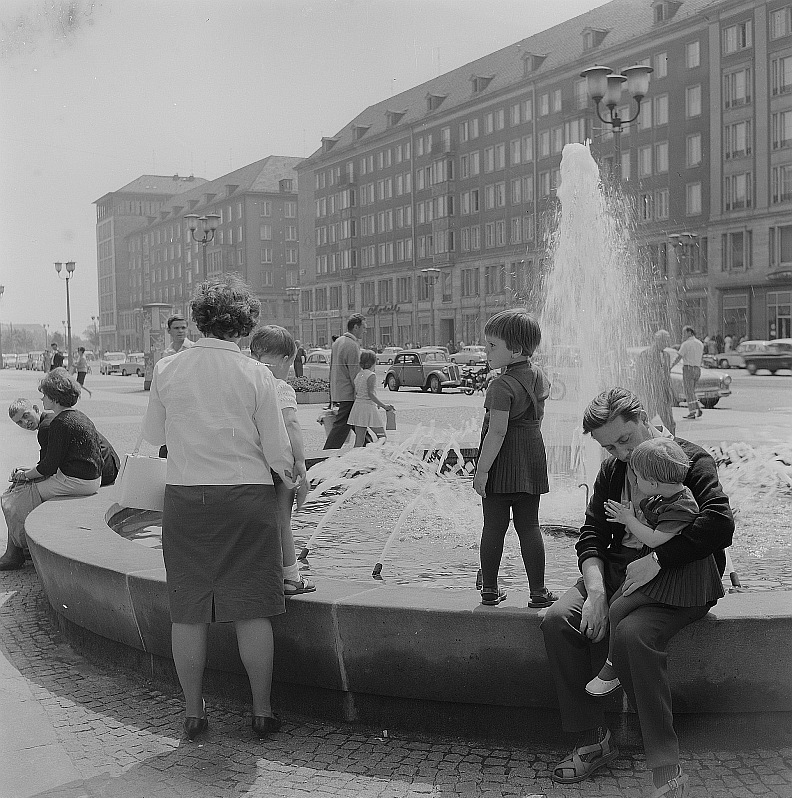
Dresden. Springbrunnen auf der nordöstlichen Seite der Ernst-Thälmann-Straße. Im Hintergrund die Bebauung Ernst-Thälmann-Straße 3–7. Erbaut 1958–1961.

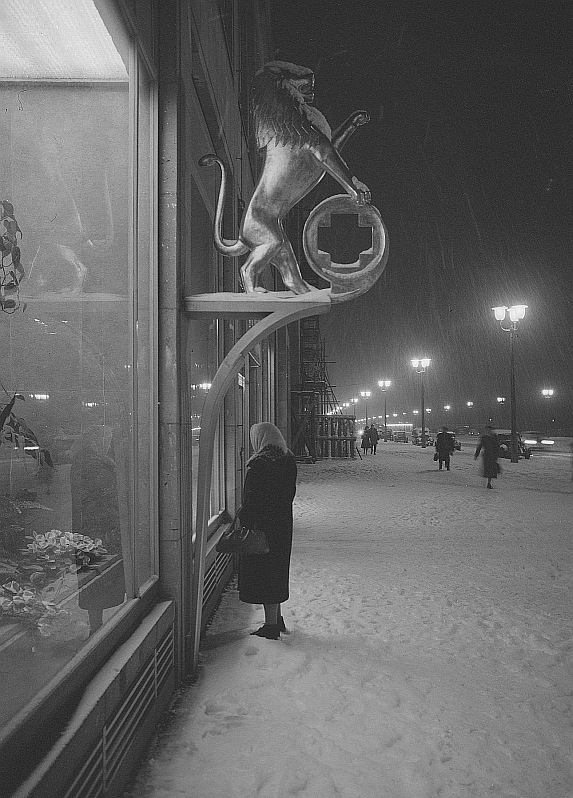
Dresden. Schaufenster Löwenapotheke. Südliche Bebauung Ernst-Thälmann-Straße 5. Erbaut 1958–1961. Löwenplastik von Wilhelm Lachnit.

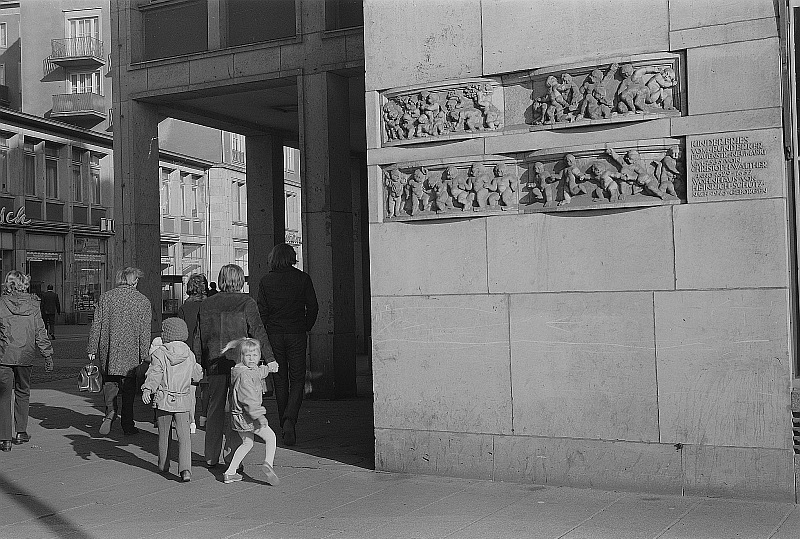
Dresden. Kinderfries am Eckhaus Gewandhausstrasse. Erbaut 1956–1958.

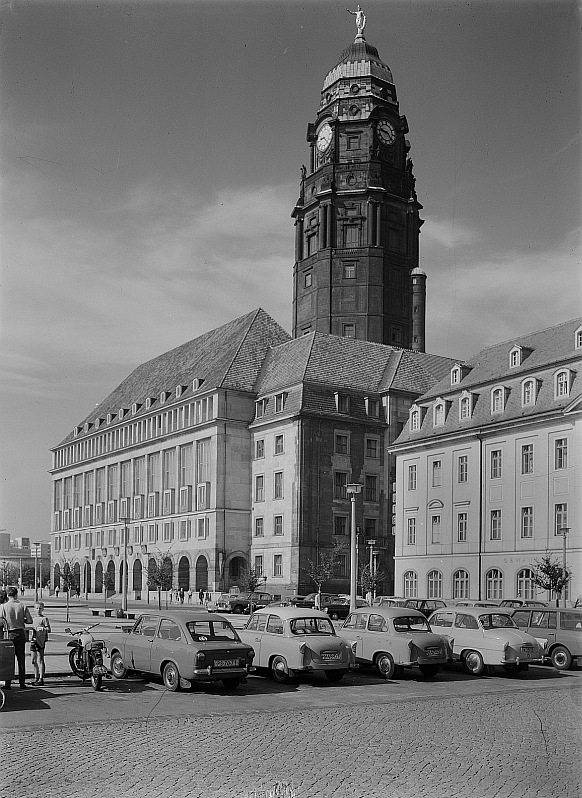
Dresden. Neues Rathaus mit dem 1962–1965 wiederaufgebautem Festsaalflügel.

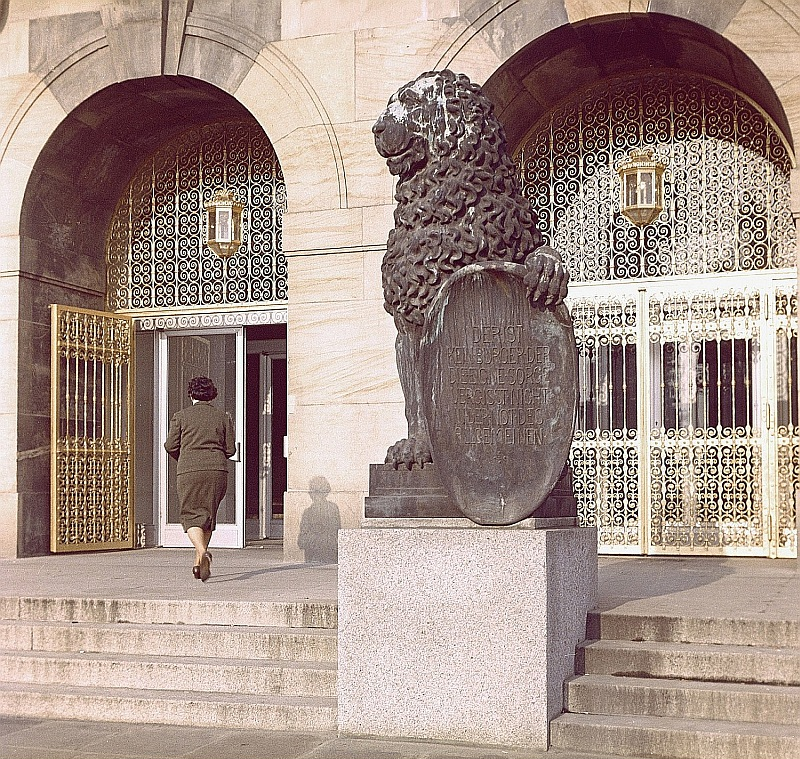
Dresden. Portal des 1962–1965 wiederaufgebauten Festsaalflügels des Neuen Rathauses. Im Vordergrund einer der beiden Schildlöwen von Georg Wrba.

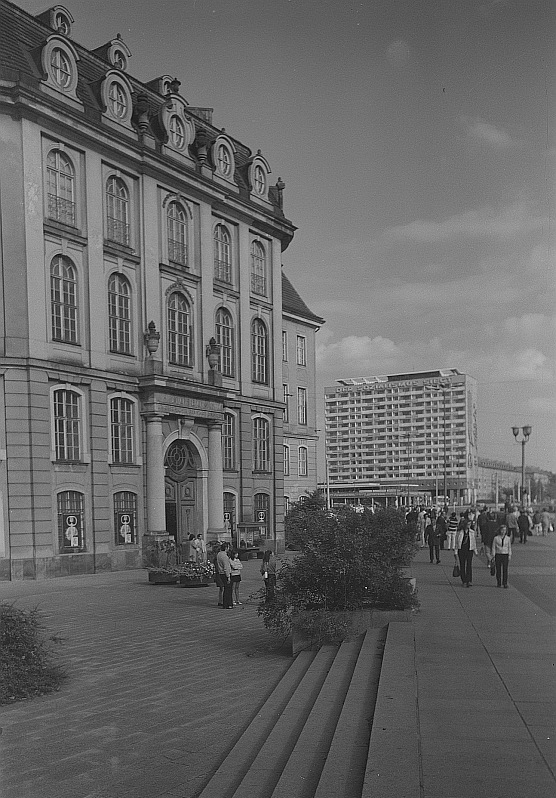
Dresden. Portalfassade des 1963–1965 wiederaufgebauten Landhauses.

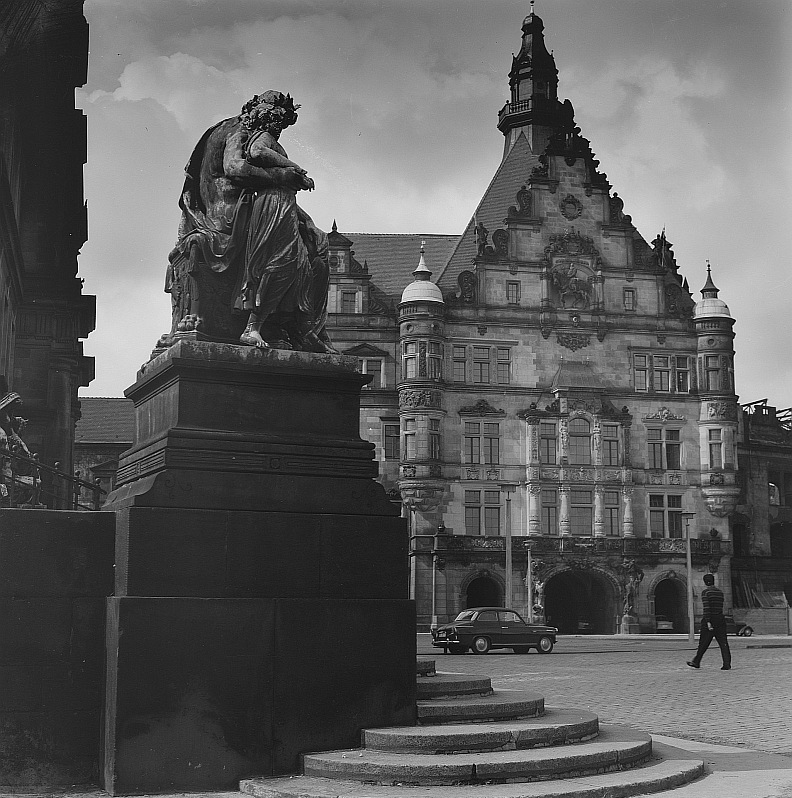
Dresden 1965. Blick zum Georgentor. Wiederaufgebaut 1963–1966.

Herbert Terpitz (* 8. März 1903 in Radeberg; † 18. Juni 1967 in Dresden) war ein deutscher Architekt. Die Bauten des Wiederaufbaus im Dresdner Stadtzentrum, die ab 1954 durch von ihm geleitete Planungskollektive des Entwurfsbüros für Hochbau Dresden I in unterschiedlicher personeller Zusammensetzung realisiert wurden, insbesondere der Festsaalflügel des Neuen Rathauses und das Ensemble von Wohn- und Geschäftsbauten zwischen Pirnaischem Platz, Ernst-Thälmann-Str., Weißer Gasse und Kreuzstraße gehören mit zu den bedeutendsten baulichen Zeugnissen der Spätmoderne im Dresdner Stadtzentrum.

## Leben und Wirken

### Ausbildung und Studium
Nach Besuch der Realschule in Radeberg und des Realgymnasiums in Riesa absolvierte Terpitz ein Studium der Bautechnik an der von Martin Hammitzsch geleiteten Sächsischen Staatsbauschule für Hochbau und Tiefbau in Dresden, das er 1925 abschloss. Die theoretische Ausbildung erfolgte in den Wintersemestern. In den Sommersemestern sammelte er praktische Erfahrung als Maurerlehrling und später als Geselle. Es folgten Anstellungen von 1925 bis 1926 als Bautechniker bei den Baumeistern Löhnert und Röschke in Bautzen, von 1926 bis 1927 als Jungarchitekt bei Rumpel und Krutzsch in Dresden sowie von 1927 bis 1929 als Architekt und Bauleiter bei Lossow und Kühne.
Von 1929 bis 1933 studierte Terpitz Architektur an der Kunstakademie Dresden bei Wilhelm Kreis im Atelier für Baukunst, von 1932 bis 1933 als dessen Meisterschüler. Von den Auswirkungen der im Herbst 1929 weltweit beginnenden und in Deutschland durch die Machtübernahme der Nationalsozialisten ab 1933 durch die von diesen erwirkten Allokationsmechanismen wieder abflauenden Weltwirtschaftskrise war Terpitz somit nicht als praktizierender Architekt betroffen. Bedingt durch eine Regelung der Gasthörerschaft zwischen der Kunstakademie und der Technischen Hochschule besuchte Terpitz zudem als Hospitant Vorlesungen und Seminare an der TH Dresden.
Das baukunstbezogene Studium der Architektur an der Akademie war in Abgrenzung zur wissenschaftlich-technischen Ausbildung an der Technischen Hochschule im Wesentlichen für jene Studierenden angelegt, die auf dem Weg der Berufsbildung bereits baupraktische Kenntnisse erlangt hatten – meistens über das berufsbegleitende Studium der Bautechnik an den Staatsbauschulen.  Anm. 1
Wilhelm Kreis hatte 1926 zeitgleich mit der Auftragserteilung für den Bau des Deutschen Hygiene-Museums die Nachfolge von Heinrich Tessenow in der Lehre an der Akademie angetreten. Das sächsische Staatsministerium für Volksbildung hatte sich sehr um die Besetzung der vakanten Stelle durch den seinerzeit sehr prominenten und beliebten Kreis bemüht. Es wurde ihm nicht nur ein deutlich höheres Jahresgehalt als Tessenow gezahlt, sondern auch die unter seinem Vorgänger gestrichene Assistentenstelle wiedereingerichtet. Bis 1933 besetzte Kreis diese Assistenz mit dem Schweizer Hans Hohloch, einem ehemaligen Studenten aus seiner Lehrzeit an der Akademie in Düsseldorf.  Anm. 2 Um einen großen Praxisbezug in der Lehre bemüht, verfolgte Kreis ebenso wie sein Vorgänger das Werkstattprinzip, also die Mitarbeit der Studenten in den höheren Semestern an seinen Aufträgen. Von den Studenten in den frühen Semestern ließ er in einer systematischen Reihenfolge Aufgaben aus allen Bereichen des Bauens bearbeiten. Da er großen Wert auf eine Erziehung zum kollektiven Handeln und Denken legte, ließ er die Aufgaben meistens in Form von Studentenwettbewerben durchführen. Stets drang er auf eine technisch-konstruktive Durchbildung der Entwürfe, ohne dass jedoch ein „allzu großer theoretischer Ausbildungsapparat den klaren Blick für das Notwendige und Nützliche erschwert“. Kreis propagierte eine sachliche Gestaltung und orientierte sich stilistisch an einem klaren, einfachen Neoklassizismus. Der absoluten Technikgläubigkeit, wie sie damals von vielen Protagonisten der Moderne vertreten wurde, stand er eher verhalten gegenüber:

„Die neue Baukunst muß aus der Technik hervorgehen, aber ist nicht in ihr enthalten. (…) (Es) muß das Bauwerk zum Kunstwerk in persönlicher Künstlerschaft gesteigert werden.“

Im Unterschied zu den radikalen Vertretern des Konstruktivismus und des Funktionalismus lehnte Kreis das baukünstlerische Erbe nicht ab, sondern begriff dieses als Quelle und Referenz. Daher war das Erlebnis historisch bedeutsamer Bauwerke und Kultstätten auf Studienreisen fester Bestandteil seines Lehrprogramms. Anm. 3
Kreis verstand sich als Architekt von Monumentalbauten, als Baukünstler, in Jahrhunderte alter Tradition stehend, und wollte seinen Schülern sein humanistisches Bildungsideal mit auf den Weg geben.
Das Studium bei Kreis hat viele seiner Schüler deutlich geprägt, ideell wie auch stilistisch. Getragen von einer starken Identifikation mit ihrem Lehrer und Mentor, seinen Ideen und Ansätzen, formte sich der „Kreis-Kreis“, ein Interessenzirkel zum fachlichen Austausch von ehemaligen Absolventen und Mitarbeitern, dem Terpitz auch angehörte.

### Selbständigkeit und Lehre
Aufgrund von ersten Aufträgen und bereits weitreichender Erfahrung konnte sich Terpitz direkt nach seinem Studienabschluss 1933 als freischaffender Architekt in Cossebaude in die Selbständigkeit begeben.  Anm. 4Parallel zu den Auftragsarbeiten nahm er regelmäßig an Wettbewerben teil, häufig in Arbeitsgemeinschaft mit ehemaligen Kommilitonen aus der Meisterklasse Kreis.
Zusammen mit Hans Edlich (Atelier in Pirna, Studium bei Kreis 1929–32) nahm Terpitz 1933 an dem Wettbewerb für die Reichsführerschule Neu-Grünwald bei München teil. Den Wettbewerb, der ausschließlich freischaffende Architekten zuließ, die Mitglieder der NSDAP oder des Kampfbundes Deutscher Architekten und Ingenieure (KDAI) waren, hatte die Reichsleitung der NSADP unter Robert Ley ausgeschrieben. Einstimmig entschied das Preisgericht 1934, die Preissumme von 30 000 Reichsmark auf zwei Preiskategorien zu verteilen. Von den insgesamt 700 eingereichten Arbeiten wurden 20 Entwürfe mit je 1 000 Reichsmark und 20 Entwürfe – darunter auch die Arbeit von Terpitz und Edlich – mit je 500 Reichsmark prämiert. Alle Preisträger sowie weitere 60 auch in die engere Wahl gezogene Architekten wurden zu einer zweiten Wettbewerbsstufe eingeladen.
Im März 1934 wurde Terpitz neben Horst Grabner als Lehrer für die Wintersemester an die Staatliche Höhere Bauschule für Hoch- und Tiefbau Zittau berufen. In den Sommermonaten betätigte er sich als freier Architekt. Diese Lehrtätigkeit übte er bis 1937 aus. Anm. 5
In Arbeitsgemeinschaft mit Alfred Müller-Moreitz (Leipzig, Studium bei Kreis 1928–32) nahm Terpitz im Herbst 1934 am Wettbewerb für das Gauforum Dresden teil. Auf den Güntzwiesen, zwischen Hygienemuseum und Großem Garten gelegen, sollte der neue Adolf-Hitler-Platz erstellt werden, um den sich die „Monumentalbauten des Staates, der Partei und der Stadt, wie sie aus den Bedürfnissen des Dritten Reiches erwachsen“, gruppieren sollten. Von den nicht weniger als 277 eingereichten Arbeiten war der Beitrag von Terpitz und Müller-Moreitz bei der Jurierung durch das Preisgericht unter dem Vorsitz von Oberbürgermeister Ernst Zörner und dem Ehrenvorsitz von Gauleiter Martin Mutschmann 1935 ursprünglich für den 1. Preis vorgesehen gewesen. Nach Entschlüsselung der Autorenschaft der Wettbewerbsbeiträge wurde die Arbeit jedoch aus der offiziellen Bewertung ausgeschlossen und nur mit einem Ankauf außer Wertung bedacht (dotiert mit 1 000 Reichsmark), weil Müller-Moreitz nicht Mitglied in der Reichskammer der bildenden Künste war. Anm. 6
Zusammen mit Horst Grabner nahm Terpitz 1936 an einem städtebaulichen Wettbewerb für eine Gemeinschaftssiedlung für 5 000 Einwohner auf dem Gelände des gerodeten Kaditzer Tännichts entlang der Kötzschenbroder Straße teil. Der Beitrag wurde mit dem 1. Preis ausgezeichnet, die Ausführung erfolgte jedoch durch das Städtische Hochbauamt und erstreckte sich bis 1938.
1939 nahm Terpitz, erneut gemeinsam mit Horst Grabner, an einem vom Oberbürgermeister der Stadt Dresden, ausschließlich unter Dresdner Architekten öffentlich ausgeschriebenen Wettbewerb für eine Gemeinschaftsanlage der soeben fertiggestellten Gemeinschaftssiedlung Kaditz teil. In Form einer Platzgruppe sollte der kulturelle „Mittelpunkt“ der Siedlung einen Saal, Diensträume für die NSDAP und deren Gliederungen, ein Hitler-Jugend-Heim, eine Volksschule, ein kleines Verwaltungsgebäude und verschiedene Ladenbauten aufnehmen. Die Arbeitsgemeinschaft gewann den mit 1 800 Reichsmark dotierten 1. Preis. Nach bereits abgeschlossener Jurierung wurde jedoch verspätet von Hans Richter ein Wettbewerbsbeitrag eingereicht. Dieser wurde aufgrund seiner überzeugenden Qualität angekauft und zur Ausführung empfohlen. Kriegsbedingt wurde die Gemeinschaftsanlage allerdings nicht realisiert.
Im Rahmen der Dresdner Jahresschau „Garten und Heim“ von 1937 baute Terpitz ein kleines eingeschossiges Wochenendhaus mit traditionellem Schrägdach, gelegen im Garten in bewegtem Gelände. Die Ausstellung war als Fortsetzung der Reichsgartenschau Dresden 1936 konzipiert, thematisch ergänzt um das für breite Volkskreise erschwingliche Eigenheim. Im Auftrag des Gauheimstättenamtes waren auf 300 000 m² Parkfläche im Großen Garten in unmittelbarer Nachbarschaft zum ursprünglichen Ausstellungsgelände am Stübelplatz (dem heutigen Straßburger Platz) zahlreiche Siedlungs- und Wochenendhäuser verschiedenster Größe und Bauweise im Kostenrahmen von 6 000 bis 16 000 Reichsmark erstellt wurden. Dem Ausstellungstitel entsprechend wurde sehr viel Wert auf eine kontextuelle Einbindung der Bauten in den Garten und die Landschaft gelegt. In der Publikumszeitschrift Innendekoration wurde dem kleinen Bau lobend attestiert, diesem Anspruch vorbildhaft zu entsprechen. Auch auf die gelungene Innengestaltung und die einfache, aber sorgfältige Grundrissbildung wurde hingewiesen.
1938 wurde Herbert Terpitz als Nachfolger von Oskar Menzel für die Lehrstelle für Raumkunst an der Akademie für Kunstgewerbe Dresden berufen. Anm. 7 Nach der am 23. Februar 1940 verordneten Zusammenlegung der Kunstakademie Dresden und der Akademie für Kunstgewerbe Dresden zur Staatlichen Kunsthochschule Dresden wurde er als Lehrer in die von Wilhelm Kreis geleitete Abteilung für Baukunst eingegliedert. Zeitgleich wurde er aber auch zum langfristigen Notdienst im Stab der Dienststelle des Befehlshabers der Ordnungspolizei im Generalgouvernement in Krakau einberufen.  Anm. 8 Daher wurde er zwar offiziell von 1940 bis 1945 im Personalkader der Hochschule geführt und auch von dieser besoldet, war jedoch als Lehrer in der ab 1942 von Paul Fliether geleiteten Abteilung de facto nicht tätig. Zwischenzeitlich waren durch das Verbot aller nicht kriegswichtiger Bauten am 15. November 1939 und dem dann im Folgejahr 1940 erlassenen Neubauverbot die Beschäftigungsmöglichkeiten für freischaffende Büros, sofern sie sich auf Privatbauten spezialisiert hatten, nahezu verunmöglicht worden.

### Rehabilitation und Neuorientierung
Nach Kriegsende kehrte Herbert Terpitz nach Dresden zurück. Da in den unmittelbaren Nachkriegsjahren Mangel an erfahrenen Architekten für die schier endlos erscheinenden Aufgaben des Wiederaufbaus bestand, fand Terpitz problemlos Anstellung. Der Rückgriff auf einen erfahrenen Architekten wie ihn, der im Dritten Reich seine Karriere erfolgreich vorangetrieben hatte, war unverzichtbar und durchaus kein Einzelfall. Selbst im Ensemble der „Architekten der ersten Stunde“ waren mit Architekten wie z. B. Hans Gericke, Otto Selbst, Kurt W. Leucht und Emil Leibold Personen mit ähnlichem biografischen Hintergrund tätig.
Von 1946 bis 1949 war Terpitz im Architekturbüro von Kurt Bärbig in Dresden tätig. Bärbig beschäftigte sich in den unmittelbaren Nachkriegsjahren mit Aufgaben des Wiederaufbaus und des Umbaus. Unter anderem projektierte sein Büro in dieser Zeit den Um- und Aufbau des kriegsbeschädigten Ballhauses „Constantia“ in Dresden-Cotta zum Theater der Jungen Generation.
Von 1949 bis 1950 arbeitete Terpitz dann im Architekturbüro von Franz Ehrlich in Dresden. Dieser beteiligte sich an Wettbewerben, erhielt durch seine gute Vernetzung aber auch viele Direktaufträge. Unter anderem plante man im Büro ein neues Universitätsviertel und ein Opernhaus für Leipzig sowie Stützpunkte, Schulen und Erholungsheime für die Deutsche Volkspolizei. Durch geschickte Akquise war Ehrlich mit seinem Büro für die Planung des Druckereikombinates „PRASA“ für die PVAP-Zeitung in Warschau beauftragt worden – ein internationales Projekt im modernen Stil, welches durchaus auch überregional wahrgenommen wurde.
Eine Rückkehr in die Selbständigkeit wäre für Terpitz in den Nachkriegsjahren nur mit großem Aufwand möglich gewesen. Nicht zuletzt war auch die berufliche Perspektive für die wenigen noch verbliebenen freischaffenden Architekten deutlich begrenzt. Mit der Gründung der Deutschen Wirtschaftskommission (DWK) im Juni 1947 begann der Prozess des wirtschaftlichen und damit auch des politischen Umbaus mit dem Ziel, eine gesamtstaatliche Wirtschaftsplanung über die Länderhoheiten hinweg zu entwickeln, die später zur Planwirtschaft umgeformt werden sollte. Auch das Bauwesen wurde auf planwirtschaftliche Strukturen umgestellt. Einhergehend mit der rigorosen Einschränkung der privaten Besitzstände wurde auch die Abschaffung der freien Berufsstände als mittelfristiges Ziel angestrebt. Mit dem fortschreitenden Ausbau der staatlichen Entwurfsbüros und dem volkseigenen Sektor des Bauwesens wurden die noch verbliebenen freiberuflichen Architekten sukzessive in ihrer Aktivität eingeschränkt. Ab 1950 wurden überhaupt keine privaten Architekturbüros mehr zugelassen. Die Zukunft des Baugeschehens in der DDR gehörte konkurrenzlos den Volkseigenen (VE) Projektierungsbüros.

### Anstellung im Entwurfsbüro für Industriebau
Im November 1950 wurde Herbert Terpitz' Chef Franz Ehrlich zum Technischen Direktor der neu gegründeten Vereinigung Volkseigener Betriebe (VVB) Industrie-Entwurf ernannt. Zum Jahreswechsel 1950/51 überführte Ehrlich seine Mitarbeiter in deren Dresdner Abteilung. Ab Anfang 1951 arbeitete somit dann auch Terpitz als angestellter Architekt bei dem zentral geleiteten und dem Ministerium für Aufbau der DDR unterstellten Entwurfsbüro für Industriebau Dresden I. Anm. 9
Die Aufgabenbereiche des Entwurfsbüros für Industriebau waren in den frühen Jahren der DDR vielfältig. Beispielsweise wurden von 1951 bis 1953 bei der Projektierung der Montagehalle des Transformatoren- und Röntgenwerkes Dresden erste Experimente mit der Konstruktion von geschosshohen Betonfertigteilen bei mehrgeschossigen Gebäuden durchgeführt und damit der erste Plattenbau der DDR realisiert. Neben klassischen Industriebau-Aufgaben wurde das Büro aber auch immer wieder mit Entwurfs- und Ausführungsaufgaben für andere Bereiche beauftragt (z. B. Wiederaufbau der Semper-Galerie, Neubau der Dresdner Hochschule für Verkehrswesen „Friedrich List“).
1951 war Terpitz als Mitarbeiter im Kollektiv an der Projektierung und Realisierung des Neubaus für das Institut für Anorganische Chemie der Bergakademie Freiberg tätig, der nach dem bekannten Wissenschaftler Clemens Winkler benannt wurde. Die nach dem Krieg schnell ansteigende Studentenzahl für die Bergakademie hatte einen Ausbauplan mit neuen Institutsbauten notwendig gemacht. Herausragender Akzent des Komplexes ist der große Hörsaal, aufbauend auf einem trapezförmigen Grundriss, wie er typisch für die frühen 1950er Jahre war. Die dynamisierte Form, die gleichwohl leicht klassizistische Elemente in der Front nicht ausschließt, ist offensichtlich inspiriert von dem 1939 von Walter Gropius und Maxwell Fry erstellten Village College in Impington, Großbritannien.
Die Ereignisse um den Volksaufstand vom 17. Juni 1953 tangierten auch das Entwurfsbüro und führten zu einschneidenden personellen Veränderungen. Nachdem die Betriebsleitung unter dem damaligen Direktor Kurt Borges noch im Nachgang des Aufstandes an zentraler Stelle Forderungen nach Freizügigkeit, Reisefreiheit ins kapitalistische Ausland, freien Literaturbezug u. a. erhoben hatte, wurden Borges und drei weitere Führungskräfte zu Freiheitsstrafen verurteilt. Die Leitung des Büros wurde daraufhin dem jungen Architekten Hellmuth Bräuer übertragen, der zudem noch im selben Jahr der erste Vorsitzende der Bezirksgruppe Dresden des neu gegründeten Bundes Deutscher Architekten in der DDR wurde. Terpitz arbeitete für viele Projekte mit Bräuer zusammen, vermutlich auch, weil dieser ebenfalls in der Zeit bis 1950 im Dresdener Architekturbüro von Franz Ehrlich tätig gewesen war. Anm. 10
Hans Gericke, Mitarbeiter beim Institut für Geschichte und Theorie der Baukunst der Deutschen Bauakademie, notierte im Mai 1953 eine „Methodik zur Ermittlung der fortschrittlichen örtlichen bzw. bezirklichen Traditionen“. Unter deren Anwendung erstellte er bis Juli 1953 eine Analyse von „Baumerkmalen an Wohnbauten“, mittels derer für alle Landesteile der Deutschen Demokratischen Republik ökonomisch, historisch und landschaftlich lokal verhaftete Typen-Serien festgehalten und definiert waren. Im Wesentlichen betrafen diese charakteristischen baulichen Merkmale das äußere Bild und die städtebaulichen Fragestellungen: Massenaufbau, Straßencharakter, Material, Dachformen und Dachausbildung, Fassadengliederung, Gesimsbildung sowie Fenster- und Türengestaltung. Die Absicht, dass diese Analyse quasi wie ein Katalog als Vorlage für die Projektierung Anwendung finden sollte, kam in Dresden (wie auch überall anders in der Republik) nie zum Tragen, da deren Erstellung und Veröffentlichung der Praxis zeitlich deutlich hinterherlief.
Ab Mitte 1952 hatte man in Dresden mit den Planungen zum Wiederaufbau des Zentrums auf der Grundlage der 16 Grundsätze des Städtebaus des 1950 verabschiedeten Aufbaugesetzes begonnen. Das darin formulierte Ziel des Bauens im Sinne der „Nationalen Tradition“ wurde in Dresden mit einem vergleichsweise sehr starken Bewusstsein für die lokalen Bautraditionen angestrebt und umgesetzt. Sämtliche bis 1956 gemäß der 16 Grundsätze erfolgten Wiederaufbauten im Zentrum weisen deutlich bauhistorisch lokaltypische Merkmale auf. Die Wandflächen sind mit einem rauen Putz versehen, in Dresden seit Beginn des 20. Jahrhunderts nach dem ehemaligen Stadtbaurat „Erlwein-Putz“ benannt. Sämtliche Sockel und Einfassungen von Fenstern und Türen wurden in Werksteinen aus Sandstein ausgeführt, zum Teil profiliert und plastisch bekrönt. Die Dächer wurden in roten Dachziegeln und teils in Anlehnung an das ortstypisch vielfach verwendete barocke Mansarddach in Neigungen bis zu 45° ausgeführt. Frontispize und Dachgauben wurden zumeist barock geschwungen erstellt. Die Gliederung der Baukörper und der Fassaden erfolgte durch Risalite, Erker, Pilaster und stark profilierte Gesimse oberhalb der Sockelgeschosse und im Bereich der Traufe.
Nach Ausschreibung vom 26. September 1952 wurde unter vier geladenen Kollektiven ein „Wettbewerb zur städtebaulichen und architektonischen Gestaltung der Aufbaumaßnahmen im Zentrum“ ausgetragen. Anm. 11 Das Anliegen des Konkurrenzverfahrens war es, den Platz auf 20.000 Quadratmeter zu erweitern, ein Haus für den Rat der Stadt auf der Nordseite und ein Haus der SED auf der Südseite zu bauen. Weil die Teilnehmer alle gegen die grundlegende Zielsetzung verstießen, einen großen Demonstrationsplatz anzubieten, konnte keiner der vier eingereichten Beiträge das am 20. November tagende Preisgericht vollends überzeugen und es wurde demonstrativ kein 1. Preis vergeben. Dem zweitplatzierten Beitrag vom Kollektiv Herbert Schneider wurde attestiert, als einziger von allen Beiträgen eine neue städtebauliche Akzentbildung aufzuweisen. Der drittplatzierte Beitrag vom Kollektiv Johannes Rascher wies hingegen nach Meinung der Jury eine gelungene Fassadengestaltung auf. Abschließend erging vom Preisgericht an den Rat der Stadt Dresden die Empfehlung, ein gemeinsames Kollektiv aus den Preisträgern Rascher und Schneider zu bilden und von diesem nach den gewonnenen Anregungen und unter Beachtung der Kritik einen neuen gemeinsamen Vorentwurf bis Mitte Dezember 1952 erarbeiten zu lassen.
Am Beitrag des Entwurfsbüros für Industriebau für den vom Stadtplanungsamt der Stadt Dresden am 10. September 1953 ausgeschriebenen beschränkten Ideenwettbewerb für „die weitere städtebauliche und architektonische Gestaltung des Zentralen Platzes in Dresden“ arbeitete Terpitz dann im Kollektiv unter der Leitung von Hellmuth Bräuer mit. Die Wettbewerbsaufgabe bestand im Wiederaufbau des Dresdner Altmarktes zu einem zentralen Aufmarschplatz, mit einem Hochhaus an der Nordseite, einem Hotel an der Ostseite, verschiedenen Ladeneinheiten, dem Haus der Partei auf der Südseite des Platzes sowie einer Gastwirtschaft und einem Kaufhaus am Ende der Prager Straße. Nach nur vierwöchiger Bearbeitung tagte das Preisrichterkollegium am 20. Oktober 1953 unter der Leitung von Edmund Collein und zeichnete den Beitrag der Gruppe Hermann Räder von der HAB Weimar mit dem 1. Preis aus.
Bei den Wettbewerben war eine jahrelange Debatte um den angemessenen Ort sowie die richtige Form und Größe des zukünftigen zentralen Demonstrationsplatzes vorausgegangen, wie er in den Sechzehn Grundsätzen des Städtebaus postuliert war. Nachdem von offizieller Stelle der Altmarkt dafür festgelegt worden war, stieß das geplante Hochhaus auf der Nordseite des Platzes und die Erweiterung der historischen Platzform nach Süden nicht nur in Fachkreisen, sondern auch in der breiten Bevölkerung auf heftige Kritik. Auf der Sitzung des Architekturbeirates am 5. August 1953 forderten Herbert Terpitz und Helmut Köckeritz die Abschirmung der Kreuzkirche gegen den Altmarkt.

### Anstellung im Entwurfsbüro für Hochbau
Ab 1954 arbeitete Terpitz als leitender Architekt im Entwurfsbüro für Hochbau Dresden I, wo er hauptsächlich mit Aufgaben des Wiederaufbaus für das kriegszerstörte Dresdner Stadtzentrum betraut wurde. Anm. 12 Zum Zeitpunkt von Terpitz’ Eintritt war Johannes Rascher, ebenfalls ein ehemaliger Kreis-Schüler, der amtierende Chefarchitekt des Entwurfsbüros.
Als mit der Auflösung der Länder in der DDR 1952 das Entwurfsbüro Teil des Stadtplanungsamtes des Rates des Bezirks Dresden wurde, unterstand es quasi direkt dem Einfluss der Stadt. Als ständiger Teilnehmer der Entwurfsratssitzungen, in denen die Abteilungsleiter die Arbeitsstände der einzelnen Projekte vorstellten, beteiligte sich der damals amtierende Chefarchitekt der Stadt Herbert Schneider aktiv an der Diskussion und brachte somit direkt seine Vorstellungen ein. Der Chefarchitekt der Stadt Dresden, auch Stadtarchitekt genannt, unterstand unmittelbar dem Oberbürgermeister, war verantwortlich für die Durchführung der Stadtplanungsarbeiten und zentrale Schlüsselfigur für alle architektonischen und städtebaulichen Belange der Stadt. Fachlich wurde er angeleitet durch das Ministerium für Aufbau. Die Stelle des Chefarchitekten war im Zusammenhang mit der Umstrukturierung des Bauwesens der DDR 1955 geschaffen worden, die als Konsequenz auf die Allunionskonferenz 1954 in der Sowjetunion erfolgte. In einer bahnbrechenden Rede hatte sich Chruschtschow dort radikal vom bisherigen Bauen im Stil der Nationalen Tradition distanziert und die sofortige Hinwendung zu rationalisierten Bauweisen in der Sowjetunion proklamiert. Unmittelbar nach der Konferenz erfolgte in der DDR eine offizielle, auf die spezifischen politischen und wirtschaftlichen Verhältnisse angepasste Exegese.
1956 bis 1961 führte das Kollektiv Entwurfsgruppe II unter der Leitung von Terpitz und Heinz Mersiowsky die drei östlich des Altmarktes errichteten Baublöcke A-Süd, B-Süd und D-Süd mit den inneren Fußgängerzonen aus. Der Block C-Süd wurde vom Kollektiv Entwurfsgruppe I unter der Leitung von Wolfgang Hänsch und Gerd Dettmar erstellt. Die Hochbauentwürfe basierten auf den vom Stadtarchitekten Herbert Schneider und dessen Kollektiv vom Stadtbauamt erstellten und 1957 amtlich bestätigten Stadtbebauungsplan. Dieser sah vor, an die historische Struktur des Stadtzentrums anzuknüpfen. Selbstverständlich sollte nicht das alte Bild der Stadt vor der Zerstörung wiederhergestellt werden, sondern vielmehr etwas von der früheren urbanen Atmosphäre bewahrt und der Charakter des einst dicht und hoch bebauten Altstadtkerns in die neuen, modernen Strukturen übertragen werden. Als besonders wirkungsvoller Akzent wurde an der nordöstlichen Ecksituation des Quartiers am Kreuzungspunkt von Ernst-Thälmann-Straße (heute wieder Wilsdruffer Straße) und Ringstraße ein achtgeschossiges Büro- und Geschäftshaus erstellt. Besondere Sorgfalt wurde bei der Anpassung der neuen Bebauung an die bereits Jahre zuvor erstellten Bauten am Altmarkt verwendet. So tragen die Bauten trotz der ab 1955 offiziell propagierten Zuwendung zur industriellen Bauweise immer noch die Züge des Stiles der Nationalen Tradition, wenn auch durchaus nur noch in verhaltener Form. Terpitz ging darauf wie folgt ein:

„Die Bebauung des Komplexes mußte in ihrer Baukörperbildung und im architektonischen Ausdruck an die Bebauung am Altmarkt anklingen, um die Einheitlichkeit der Bebauung im zentralen Bezirk nicht mit diesen Bauten gleicher Zweckbestimmung zu durchbrechen. Ein konsequentes Absetzen könnte höchstens bei Bauten besonderer Art und an speziellem Standort erfolgen. Trotzdem wurde versucht, die sich allerorts immer mehr durchsetzenden Erkenntnisse einer starken Vereinfachung aufzunehmen. Ist dieses Eingliedern und sich Bescheiden gelungen, so wird dies im Gesamtbild des neuen Dresden von morgen nur förderlich sein.“

1962 bis 1965 realisierte Terpitz als leitender Architekt zusammen mit Manfred Arlt und Kollektiv den Neuaufbau des Festsaalflügels des Neuen Rathauses. Der in der Bombennacht vom 13./14. Februar heftig zerstörte Festsaalflügel war ab 1948 in vereinfachter Form wiederaufgebaut wurden. Mit dem Neuaufbau erhielt das Stadtparlament wieder einen intakten Plenarsaal. Im Neubau wurden zudem noch ein neuer Festsaal und der Ratskeller untergebracht. Die Beauftragung des Entwurfsbüros mit dieser prominenten Aufgabe stand im Zusammenhang mit dem in Folge des V. Parteitags der SED im Juni 1958 gefällten Politbüroentschlusses, unter Einbeziehung oder Beseitigung der vorhandenen Ruinen historischer Gebäude die noch zerstörten Bereiche des Stadtzentrums Dresdens wieder aufzubauen. Die städtebauliche Überarbeitung sollte ursprünglich allein das Stadtplanungsamt unter der Leitung von Hans Bronder erstellen, in der Dresdner Bevölkerung als „Rotes Stadtbauamt“ bezeichnet. Da dieses aber in den Augen der SED nicht in der Lage war, mit der notwendigen Schnelligkeit und Rigorosität auf die neuen Beschlüsse zu reagieren, wurde auf direkte Weisung der SED-Stadtleitung eine „Brigade“ im Stadtplanungsamt installiert, die unter anderem aus Parteitagsdelegierten der SED bestand.
Terpitz’ Entwürfe aus der Zeit im Entwurfsbüro für Hochbau sind geprägt durch den Willen, alte Architekturelemente in die modernen Bauten einzubeziehen. Als Leiter eines BdA-Arbeitskreises setzte er sich für die Erhaltung oder Restaurierung historischer Bauwerke im Bezirk Dresden sowie für die Sanierung alter Stadtkerne unter Berücksichtigung der Erhaltung kunsthistorisch wertvoller Substanz ein. Dieses Gremium genoss in Fachkreisen so große Reputation, dass es vom Institut für Denkmalpflege gern für fachliche Unterstützung konsultiert wurde. In Zusammenarbeit wurden geborgene wertvolle Architekturschätze des alten Dresden der Öffentlichkeit zugänglich gemacht. Ein besonders herausragendes Beispiel für diese fruchtbare Zusammenarbeit ist die Integration von aus Trümmern geborgenen Spolien in die Neubauten der östlich des Altmarktes errichteten Blockrandbebauung. So wurden beispielsweise Teile des Kinderfrieses von Christoph Walther I in das Eckhaus Gewandhausstrasse integriert.
Auf Grund seiner Verdienste um den Wiederaufbau des Stadtzentrums der Stadt Dresden wurde Terpitz 1966 zusammen mit Manfred Arlt der Martin-Andersen-Nexö-Kunstpreis der Stadt Dresden verliehen.
Auch nachdem Terpitz wegen einer schweren Erkrankung nicht mehr an seinen Arbeitsplatz zurückkehren konnte, blieb sein Enthusiasmus und seine Hingabe für die Architektur ungebrochen. Mit Interesse verfolgte er weiterhin die Arbeit der Kollegen und nahm bis kurz vor seinem Tod 1967 an fast allen wichtigen Veranstaltungen der Bezirksgruppe des BdA teil, dessen Vorstandsmitglied er auch war.

## Realisierte Projekte
- 1930: Wohnhaus Hulda Zeibig, Lübecker Str. 103, Flurstück 201, Dresden.[54]
- 1933–1934: Atelierhaus für Richard Sander, Holzhaus, Am Hegereiter 11, Dresden-Cossebaude.
- 1935: Neunfamilien-Wohnhaus, Alvenslebenstr. (heute: Zöllmener Str.), Blumenthalstr. (heute: Arthur-Weineck-Straße), Flurstück 405, Dresden, Bauherr: Baumeister Paul Wünschmann[55]
- 1935: Fünfzehnfamilien-Wohnhaus, Rudolfstr. 16, Dresden, Bauherr: Baumeister Paul Wünschmann.[56]
- 1935: Zwölffamilien-Gruppenhaus, Steirische Str., Gruppe D, Flurstück 277e, Dresden, Bauherr: Baumeister Paul Wünschmann.[57]
- 1935: Sechs Gruppenhäuser, Hallstätter Str. 11, 13, 15, 17; Steirische Str. 12, 14, 16, 18; Donathstr. 35, 37, 39, 41; Flurstücke 458 und 458p, Dresden, Bauherr: Baumeister Paul Wünschmann.[57]
- 1935: Zweifamilien-Wohnhaus, Dresden Leubnitz-Neuostra, Clausen-Dahl-Straße 7, Flurstück 432e, Dresden, Bauherrin: Selma Siegert.[58]
- 1935: Sechzehnfamilien-Wohnhaus, Moltkestr. 19 und 21 (heute: Robert-Matzke-Str.), Flurstücken 212h und 214, Bauherr: Baumeister Paul Wünschmann.[59]
- 1936: Wohnhaus Walter Kappel, Woermannstr. 11 (heute: Egon-Erwin-Kisch-Str.), Zust. Bev.: Schilling & Graebner Architekten.[60]
- 1936: Vier-Gruppenhäuser, Grillparzer Platz 6, 8, 10 / Grillparzerstraße 36a, Dresden-Cotta, Bauherr: Baumeister Paul Wünschmann.[61]
- 1936–37: Industriehalle, C. H. Schäfer Getriebe GmbH, Ohorn bei Pulsnitz.
- 1936–39: Gemeinschaftssiedlung Dresden-Kaditz, Kötzschenbroder Straße (nach mit dem 1. Preis prämierten Wettbewerbsentwurf, zusammen mit Horst Grabner, ausgeführt vom Stadtplanungsamt Dresden).[62][63]
- 1937: Wochenendhaus im „Garten in bewegtem Gelände“ auf der Dresdner Jahresschau „Garten und Heim“.[64]
- 1938: Zwei Wohnhäuser, Großenhainer Str., Flurstück Neustadt 1271a, Bauherrin: Joh. Marie Reichart.[65][66]
- 1938: Zwei Doppelwohnhäuser, Meußlitzer Str. 46 und 48, Dresden-Kleinzschachwitz, Flurstück 121l, Bauherr: Kaufm. Herm. J. Allemeyer.[67][68]
- 1939: Zwölffamilien-Doppelwohngebäude, Meußlitzer Str. 28, 30 und 32, Dresden-Kleinzschachwitz, Flurstück 121q, Bauherr: Joh. Reuter.[69]
- 1939: Zwei Doppelwohnhäuser, Meußlitzer Str. 38 und 40, Dresden-Kleinzschachwitz, Flurstück 121o, Bauherr: Baumeister Rich. Müller.[70]
- 1939: Zwei Doppelwohnhäuser, Meußlitzer Str. 34 und 36, Dresden-Kleinzschachwitz, Flurstück 121p, Bauherr: Bauunternehmer Willy Schmiedchen[71]
- 1951–55: VEB Zinnerz Altenberg, Neubau eines Aufbereitungsgebäudes samt Flotation am Römerschacht und einer neuen Flotationsanlage in der Schwarzwasser-Aufbereitung, Entwurfsbüro für Industriebau, Mitarbeit bis Stellenwechsel.
- 1951–52: Industriehalle, Walzengießerei, Coswig bei Dresden (zusammen mit Hellmuth Bräuer, Entwurfsbüro für Industriebau).
- 1951–54: Institut für Anorganische Chemie der Bergakademie Freiberg (zusammen mit Otto Merwitz und Hellmuth Bräuer, Entwurfsbüro für Industriebau).
- 1956–58: Wohn- und Geschäftshäuser Weiße Gasse 1–8 und Ernst-Thälmann-Straße (Wilsdruffer Straße) 9–13 in Dresden (als kollektivleitender Architekt zusammen mit Gerhard Müller und Architektenkollektiv Entwurfsgruppe II, VEB Hochbauprojektierung Dresden).[72]
- 1957: Bebauungsplan und Typenentwurf für das Wohnungs-Sonderbauprogramm in Dresden-Johannstadt (im Architektenkollektiv mit Wolfgang Hänsch und Johannes Rascher, VEB Hochbauprojektierung Dresden).[73][74]
- 1957–58: Wohn- und Geschäftshäuser Gewandhausstraße 1–7 in Dresden (als kollektivleitender Architekt zusammen mit Gerd Dettmar, Heinz Zimmermann und Architektenkollektiv Entwurfsgruppe II, VEB Hochbauprojektierung Dresden).[75][76]
- 1958–61: Wohn- und Geschäftshäuser Ringstraße 3–11 und Ernst-Thälmann-Straße (Wilsdruffer Straße) 3–7 in Dresden (als kollektivleitender Architekt zusammen mit Heinz Mersiowsky, Manfred Arlt und Architektenkollektiv Entwurfsgruppe II, VEB Hochbauprojektierung Dresden).[77]
- 1962–65: Neuaufbau des Festsaalflügels des Neuen Rathauses in Dresden in neuer Entwurfsfassung (als kollektivleitender Architekt zusammen mit Manfred Arlt und Kollektiv).[78][79][80]
- 1963–65: Wiederaufbau des Landhauses als Museum für Geschichte der Stadt Dresden (als leitender Architekt zusammen mit Manfred Arlt und Kollektiv).[79]
- 1963–66: Wiederaufbau des Georgenbaus des Dresdner Schlosses (als leitender Architekt zusammen mit Manfred Arlt und Kollektiv).[80][79]

## Nicht realisierte Projekte
- 1933: Projekt für den Kirchenneubau für die Kirchgemeinde Cossebaude, Zusammenarbeit mit Architekt Viehweger.[81]
- 1935: Projekt für Union-Kraft-Transportbetriebe, Inh.: Paul Posselt, bestehend aus einem Verwaltungsgebäude, einem Werkstattgebäude und einem Schuppen, Schlüterstrasse 34–36, Flurstück 288/b.[82]

## Wettbewerbe
- 1931: Zentrales Universitätskrankenhaus in Zagreb (engere Auswahl).
- 1933–34: Reichsführerschule der NSDAP in Neu-Grünwald bei München, 2-stufig, Zusammenarbeit mit Hans Edlich (Dresden/Pirna), 2. Preis.[83]
- 1934–35: Gauforum Dresden, Zusammenarbeit mit Alfred Müller-Moreitz (Leipzig); Ankauf außer Wertung (ursprünglich für den 1. Preis vorgesehen).[84][85]
- 1936: Städtebaulicher Wettbewerb Schloßgebiet Kiel, engere Wahl.[86]
- 1936: Evangelisch-lutherische Kirche Cossebaude, zur Ausführung vorgeschlagen.
- 1938: Kreishaus der NSDAP in Löbau.[87]
- 1939: Gemeinschaftsanlage in der Gemeinschaftssiedlung Dresden-Kaditz, Kötzschenbroder Straße, Zusammenarbeit mit Horst Grabner, prämiert mit dem 1. Preis, kriegsbedingt nicht ausgeführt.[88][89]
- 1939: Sparkasse Coswig, 3. Preis.
- 1950: Städtebaulicher Ideenwettbewerb Dresden Innenstadt (Mitarbeit im Kollektiv Entwurfsgruppe Franz Ehrlich mit Hellmuth Bräuer, Otto Merwitz, Rudolf Dietz, Jacob, Papen, Schwenke, Holler; Ankauf).[90]
- 1953: Städtebaulicher Ideenwettbewerb zur Elbufergestaltung in der Dresdner Altstadt zwischen Marienbrücke und Georgij-Dimitroff-Brücke (Augustusbrücke) (Mitarbeit als kollektivleitender Architekt am Beitrag des Entwurfsbüros für Industriebau Dresden, mit Hellmuth Bräuer, Rudolf Dietz, Horst Scher, Otto Merwitz und Manfred Knorn; Ankauf, nicht ausgeführt).[91]
- 1953: Entwurf zum Wettbewerb für die weitere städtebauliche und architektonische Gestaltung des Zentralen Platzes in Dresden einschließlich des Pirnaischen Platzes und des Postplatzes (Mitarbeit am Beitrag des Kollektivs Entwurfsbüro für Industriebau Dresden, unter der Leitung von Hellmuth Bräuer, mit Helmut Köckeritz, Hans Jährig, Rudolf Dietz und Hans Kranke; nicht ausgeführt).[92]
- 1959: „Ideenwettbewerb zur Erlangung von Entwürfen für das Haus der sozialistischen Kultur – Dresden“ im Kollektiv mit Wolfgang Hänsch, Gerd Dettmar und Günther Gruner.[93]

## Preise
- 1962: Karl-Friedrich-Schinkel-Medaille für Verdienste im BdA[1]
- 1965: Medaille „Erbauer des Stadtzentrums von Dresden“[1]
- 1966: Martin-Andersen-Nexö-Kunstpreis der Stadt Dresden[53]

## Ausstellungsbeteiligung
- „Dresdens Neue Baugestaltung“, Architekturausstellung im Neuen Rathaus, 1939[94]

## Schriften
- Wohnungs-Sonderbauprogramm in Dresden-Johannstadt. Mit Wolfgang Hänsch und Johannes Rascher. In: Deutsche Architektur. 6. Jahrgang 1957, Heft 3, S. 121 f.
- Aufbau der Ernst-Thälmann-Straße in Dresden. In: Deutsche Architektur. 9. Jahrgang 1960, Heft 4, S. 191 f.